# Alkotmányos monarchia
Az alkotmányos monarchia olyan monarchia, amelyben az uralkodó hatalmi jogait írott vagy íratlan alkotmány alapján gyakorolja. Az alkotmányos monarchia abban különbözik az abszolút monarchiától, amelyben az uralkodó abszolút hatalommal rendelkezik, hogy az előbbiben a monarchia a jogszabályi rendszer megállapította keretek közt gyakorolja hatalmi jogosítványait.
Az uralkodói hatalom nagysága az alkotmányos monarchiákban is lehet kisebb, vagy nagyobb. Marokkóban például az alkotmány jelentős hatalmi jogokat biztosít az uralkodónak, ugyanakkor Svédországban vagy Dániában az uralkodónak kevés formális joga maradt.
Bár a legtöbb uralkodó kezében van formális hatalom és a kormány jogilag lehet, hogy az uralkodó nevében kormányoz, Európában az a tipikus, hogy az uralkodó nem alakítja személyesen a politikát és nem ő választja ki a politikai vezetőket. Vernon Bogdanor, Thomas Macaulayt parafrazeálva, úgy határozta meg az alkotmányos monarchia szerepét, hogy "uralkodik, de nem kormányoz".
Amellett, hogy a nemzet egységét testesíti meg, az alkotmányos monarchia rendelkezhet olyan formális jogokkal is, mint a parlament feloszlatása, vagy az uralkodói jóváhagyás a törvényekhez. Ezeket a jogokat azonban szigorúan az írott, vagy íratlan alkotmányos elvekkel összhangban gyakorolhatja. Walter Bagehot brit politológus Az angol alkotmány (The English Constitution) című könyvében három fontos politikai jogot nevez meg, amelyeket az alkotmányos monarchia szabadon gyakorolhat: a jogot, hogy egyeztessenek vele, illetve a bátorítás és az óvás jogát. Sok alkotmányos monarcha jelentős befolyást őrzött meg, bizonyos fenntartott jogok révén, és fontos politikai szerepet tölthet be.
Az Egyesült Királyság és más nemzetközösségi királyságok westminsteri rendszerben működő alkotmányos monarchiák. Létezik három állam - Malajzia, Kambodzsa és az Apostoli Szentszék - ahol a monarchát elektori testület választja.

## A jelenleg létező monarchiák
| Ország          | Ország                      | A monarchia formája                          | Uralkodó        | Jelenlegi uralkodó            | Megjegyzés |
| 1 császárság    | 1 császárság                | 1 császárság                                 | 1 császárság    | 1 császárság                  | 1 császárság |
| --------------- | --------------------------- | -------------------------------------------- | --------------- | ----------------------------- | --- |
| rand            | Japán                       | Parlamentáris                                | Tennó (császár) | Naruhito                      | |
| 32 királyság    |                             |                                              |                 |                               | |
|                 | Antigua és Barbuda          | Parlamentáris                                | Király          | III. Károly                   | — |
|                 | Ausztrália                  | Parlamentáris                                | Király          | III. Károly                   | — |
|                 | Bahama-szigetek             | Parlamentáris                                | Király          | III. Károly                   | — |
| rand            | Bahrein                     | Alkotmányos                                  | Király          | Hamad ibn Isa Al Kalifa       | 2002-ig emirátus, azóta királyság. A 2000-ben megkezdett demokratikus reformok után ma alkotmányos monarchia. |
|                 | Belgium                     | Parlamentáris                                | Király          | Fülöp                         | — |
|                 | Belize                      | Parlamentáris                                | Király          | III. Károly                   | — |
|                 | Bhután                      | Alkotmányos                                  | Király          | Dzsigme Keszar Namgyel        | A buddhista abszolút monarchia 1907-től 2008. július 18-ig, azóta alkotmányos monarchia. |
|                 | Dánia                       | Parlamentáris                                | Király          | X. Frigyes dán király         | A dán uralkodó Grönland és a Feröer-szigetek uralkodója is. A trónöröklés 1953 óta a nők számára is nyitott. |
|                 | Szváziföld                  | Abszolút                                     | Király          | III. Mswati                   | Az utolsó abszolút monarchia Afrikában. A demokratizálódás folyamatban. |
|                 | Grenada                     | Parlamentáris                                | Király          | III. Károly                   | — |
|                 | Jamaica                     | Parlamentáris                                | Király          | III. Károly                   | — |
|                 | Jordánia                    | Alkotmányos                                  | Király          | II. Abdulláh                  | Az Egyesült Királyság hozta létre 1921-ben. |
|                 | Kambodzsa                   | Alkotmányos                                  | Király          | Norodom Szihamoní             | Az 1993-as új alkotmánya óta ismét a monarchia. |
|                 | Kanada                      | Parlamentáris                                | Király          | III. Károly                   | — |
|                 | Hollandia                   | Parlamentáris                                | Király          | Vilmos Sándor                 | |
|                 | Lesotho                     | Parlamentáris                                | Király          | Letsie III.                   | |
|                 | Malajzia                    | Parlamentáris                                | Király          | Abdullah Szultán Ahmad Shah   | |
|                 | Marokkó                     | Alkotmányos                                  | Király          | Mohammed VI.                  | Szultánság 1957-ig, azóta királyság. |
|                 | Új-Zéland                   | Parlamentáris                                | Király          | III. Károly                   | — |
|                 | Norvégia                    | Alkotmányos, erős parlamentáris jellemzőkkel | Király          | Harald V.                     | 1905 óta független királyság. 1990 óta az utódlás vonala a nők számára is nyitva áll. |
|                 | Pápua Új-Guinea             | Parlamentáris                                | Király          | III. Károly                   | — |
|                 | Salamon-szigetek            | Parlamentáris                                | Király          | III. Károly                   | — |
|                 | Szaúd-Arábia                | Abszolút                                     | Király          | Salman ibn ʿAbd al-ʿAziz      | Iszlám monarchia. |
|                 | Svédország                  | Parlamentáris                                | Király          | Carl XVI. Gustaf              | A trónöröklés 1979 óta a nők számára is nyitott. Az uralkodónak nincs politikai hatalma. |
|                 | Spanyolország               | Parlamentáris                                | Király          | VI. Fülöp                     | 1947-ben ismét királyság, de 1975 óta de facto. |
|                 | St. Kitts és Nevis          | Parlamentáris                                | Király          | III. Károly                   | — |
|                 | Saint Lucia                 | Parlamentáris                                | Király          | III. Károly                   | — |
|                 | St. Vincent és a Grenadinák | Parlamentáris                                | Király          | III. Károly                   | — |
|                 | Thaiföld                    | Alkotmányos                                  | Király          | Maha Vajiralongkorn (X. Ráma) | Buddhista monarchia |
|                 | Tonga                       | Parlamentáris                                | Király          | Tupou VI.                     | |
|                 | Tuvalu                      | Parlamentáris                                | Király          | III. Károly                   | — |
|                 | Egyesült Királyság          | Parlamentáris                                | Király          | III. Károly                   | A brit uralkodó tengeren túli területeknek is uralkodója. |
| 1 Nagyhercegség |                             |                                              |                 |                               | |
|                 | Luxemburg                   | Parlamentáris                                | Nagyherceg      | Henrik                        | |
| 3 Fejedelemség  |                             |                                              |                 |                               | |
|                 | Andorra                     | Parlamentáris                                | Társfejedelmek  | Joan Enric Vives i Sicília    | |
| Emmanuel Macron | Andorra                     | Parlamentáris                                | Társfejedelmek  |                               | |
|                 | Liechtenstein               | Alkotmányos „parlamentáris alapon“           | Herceg          | Hans-Adam II.                 | — |
| rand            | Monaco                      | Alkotmányos                                  | Herceg          | Albert II.                    | — |
| 2 Szultanátus   |                             |                                              |                 |                               | |
|                 | Brunei                      | Abszolút                                     | Szultán         | Hassanal Bolkiah              | |
| rand            | Omán                        | Abszolút                                     | Szultán         | Haitham bin Tariq bin Taymur  | — |
| 3 Emírség       |                             |                                              |                 |                               | |
| rand            | Katar                       | Abszolút                                     | Emír            | Tamīm bin Hamad ath-Thānī     | — |
|                 | Kuvait                      | Alkotmányos                                  | Emír            | Mesál al-Ahmad al-Dzsabir     | 1991-ig abszolút monarchia. |
|                 | Egyesült Arab Emírségek     | Alkotmányos                                  | Elnök           | Zayid Al Nahyan kalifa        | Formálisan a hét szövetségi emír közül bármelyik megválasztható a szövetségi kormány élére, de hagyományosan mindig Abu-Dzabi emírjét választják meg. |
| 1 Szentszék     |                             |                                              |                 |                               | |
| rand            | Vatikán                     | Abszolút monarchia                           | Pápa            | XIV. Leó pápa                 | Az utolsó abszolút monarchia Európában és az egyetlen keresztény teokrácia a világon. A pápát a konklávéban szavazati joggal rendelkező bíborosok választják meg, és mint római püspök és a római katolikus egyház feje hivatalosan a Vatikán uralkodója. |

## További olvasmány
- Locke, John (2003), hapiro, Ian S, ed., Two Treatises of Government and A Letter Concerning Toleration (with essays by John Dunn, Ruth W. Grant and Ian Shapiro ed.), New Haven: Yale University Press, ISBN 0-300-10017-5

## Fordítás
- Ez a szócikk részben vagy egészben  a   Constitutional monarchy című angol Wikipédia-szócikk ezen változatának fordításán alapul.  Az eredeti cikk szerkesztőit annak laptörténete sorolja fel. Ez a jelzés csupán a megfogalmazás eredetét és a szerzői jogokat jelzi, nem szolgál a cikkben szereplő információk forrásmegjelöléseként.